# Jackie Niebisch
Jackie Niebisch (* 15. Oktober 1959 in Straßburg) ist ein Autor und Illustrator zahlreicher Kinderbücher.
Niebisch studierte Germanistik und Romanistik und begann noch während seines Studiums mit dem Schreiben und Zeichnen kleiner Geschichten. Ersten großen Erfolg hatte er mit dem Buch Der kleene Punker (1985). Der gleichnamige Zeichentrickfilm kam 1992 in die Kinos, in den USA als The Little Punk. Weitere Geschichten über Amadeus, den kleinen Punker, folgten. Außerdem ist er der Autor der Reihe Die Schule der kleinen Vampire (2006–2010), die ebenfalls in 104 Teilen verfilmt wurde und der Geschichten um Die kleinen Wilden, die im Abendgruß von Unser Sandmännchen als Zeichentrickfilme liefen. Seine Bücher wurden in zahlreiche Sprachen übersetzt und erschienen unter anderem in Polen, Spanien, Frankreich, Brasilien und Korea.
Nach längeren Aufenthalten in China mit einem Wohnsitz in Shanghai lebt Niebisch heute wieder in Berlin und studiert dort Chinesisch.

## Werke (Auswahl)
- Die kleine Schule der Vampire. Rowohlt, Reinbek 1985, ISBN 3-499-15553-2.
- Die kleine Fußballmannschaft oder: der Schrecken der Kreisliga. Rowohlt, Reinbek 1985, ISBN 3-499-15526-5; cbj, München 2006, ISBN 3-570-12890-3.
- Die Erlebnisse des kleinen Trampers Jackie. Rowohlt, Reinbek 1985, ISBN 3-499-15552-4.
- Der kleene Punker aus Berlin. Rowohlt, Reinbek 1985, ISBN 3-499-15525-7; Achterbahn-Verlag, Kiel 1998, ISBN 3-89719-037-0.
- Zwei Ameisen reisen nach Australien. Wunderlich, Reinbek 1986, ISBN 3-8052-0411-6; Ravensburger Buchverlag, Ravensburg 1999, ISBN 3-473-34995-X.
- Rudi Woppers kleine Schwester! Rowohlt, Reinbek 1987, ISBN 3-499-15894-9.
- Die kleinen Wilden und das Mammut. Wunderlich, Reinbek 1987, ISBN 3-8052-0414-0.
- Die kleenen Punker sind wieder da. Rowohlt, Reinbek 1987, ISBN 3-499-15932-5.
- Weihnachten mit den kleenen Punkern. Rowohlt, Reinbek 1988, ISBN 3-499-15966-X.
- Tierisch vampirisch. Cartoons. Rowohlt, Reinbek 1989, ISBN 3-499-12547-1.
- Masern-Charlie. 3 Bildgeschichten. Rowohlt, Reinbek 1989, ISBN 3-499-20550-5.
- Die kleenen Punker im Cartoon. Rowohlt, Reinbek 1990, ISBN 3-499-12533-1.
- Die kleenen Weihnachtspunker. Rowohlt, Reinbek 1991, ISBN 3-499-13087-4; Achterbahn-Verlag, Kiel 1998, ISBN 3-89719-040-0.
- Der kleene Punker. Bertelsmann, München 1992, ISBN 3-570-01802-4.
- Happy Birthday Jesus! Die kleenen Punker gratulieren. Bertelsmann, München 1993, ISBN 3-570-02470-9; Achterbahn-Verlag, Kiel 1998, ISBN 3-89719-039-7.
- Kleene Heilsgeschichte. Bertelsmann, München 1994, ISBN 3-570-12085-6.
- Advent, Advent, ein Plätzchen brennt… Bertelsmann, München 1994, ISBN 3-570-12086-4; Achterbahn-Verlag, Kiel 1998, ISBN 3-89719-038-9.
- Die Schule der kleinen Vampire. Der Monster-Wettbewerb. Ravensburger Buchverlag, Ravensburg 1999, ISBN 3-473-34994-1.
- Deutschland, ein Bundeskanzlerpunkermärchen.[2] Achterbahn-Verlag, Kiel 2000, ISBN 3-89719-041-9.
- Die kleinen Wilden. Deutscher Taschenbuch Verlag, München 2004, ISBN 3-423-62161-3.